# 2S3 Akatsia
Le 2S3 Akatsia (en russe : Акация (Acacia en français) est un canon automoteur soviétique conçu à la fin des années 1960 en réponse au M109 américain. L'Akatsia est conçu sur le châssis GM-123 qui est également utilisé par le 2K11 Kroug, le 2S4 Tioulpan et le 2S5 Guiatsint-S. Entré en service dans les forces armées soviétiques en 1971, il est encore en service dans dix-huit pays.

## Développement
Les travaux en Union soviétique sur le développement d'un obusier automoteur capable de tirs indirects ont commencé dès la fin de la Seconde Guerre mondiale. Cependant à la suite de l’arrivée au pouvoir de Nikita Khrouchtchev et de la prolifération des armes nucléaires les travaux sur l'artillerie automotrice ont été stoppés jusqu'à la démission de ce dernier. Un décret du Comité central du Parti communiste de l'Union soviétique et du Conseil des ministres de l'URSS le 4 juillet 1967 ordonne le développement d'un nouvel obusier automoteur de 152 mm à destination de l'Armée de terre soviétique pour remplacer les canons tractés D-20. L'usine d'ingénierie des transports de l'Oural (Ouraltransmash (en)) a été nommée développeur principal du 2S3. Le nouveau canon qui a été développé pour le 2S3 était le canon 2A33 (désignation interne D-22) et a été conçu à l'OKB-9. Les premiers véhicules sont sortis de l'usine en 1968 pour effectuer des tests d'usine et en 1969 quatre autres véhicules furent produits pour des tests sur le terrain. Le développement du 2S3 est quasiment identique au développement du 2S1 car ils ont été developpé la même année et certaines équipes travaillaient sur les deux projets. C'est pour ces raisons que le 2S3 a connu les mêmes problèmes que le 2S1 lors de sa création en particulier une forte contamination par les gaz dans le compartiment de combat qui a été résolu en utilisant un éjecteur plus puissant et des cartouches à obturation améliorée.
La production a officiellement commencé en 1971.

## Histoire opérationnelle
Le 2S3 Akatsia a été engagé dans de nombreux conflits :
- Guerre d'Afghanistan (1979-1989)
- Première guerre du Golfe (1990-1991)
- Guerre civile du Tadjikistan (1992-1997)
- Première guerre de Tchétchénie (1994-1996)
- Seconde guerre de Tchétchénie (1999-2000)
- Deuxième guerre d'Ossétie du Sud (2008)
- Guerre civile libyenne de 2011
- Guerre civile syrienne (2011-)
- Conflit de 2020 au Haut-Karabagh
- Invasion de l'Ukraine par la Russie en 2022 (2022-en cours) ; utilisé par les deux belligérants. L'Ukraine a détruit, endommagé ou saisi au moins 116 véhicules en date de janvier 2023[4]. En septembre 2022, l'Ukraine disposerait d'environ 200 véhicules mais manque de munitions pour ceux-ci et prévoirait leurs retraits[5]. La Russie a détruit, endommagé ou saisi au moins 23 véhicules[6].

## Caractéristiques

### Armement
Le 2S3 est armé d'un canon d'artillerie 2A33 d'un calibre de 152 mm et d'une longueur de 28 calibres (4,267 m). Ce canon a été conçu par le bureau d'études OKB-9 de Perm sous l'appellation D-22. Le 2A33 possède débattement en site de +60° à -4° pour une portée maximale de 17 km avec des obus explosifs conventionnels de 152 mm. Le tube du 2A33 est équipé d'un évacuateur de fumée et d'un frein de bouche à deux étages d’aubes est monté à son extrémité.
Les munitions de 152 mm sont en deux fardeaux et un refouloir est monté à l'arrière de la culasse.
Afin de faciliter le chargement de ceux-ci. Les quarante obus de 152 mm et leurs charges propulsives respectives sont entreposées dans deux râteliers installés à l'arrière de la tourelle ainsi que dans deux râteliers installés à l'arrière du châssis. Sur le 2S3M, les deux râteliers en tourelle sont remplacés par un unique râtelier rotatif faisant passer la capacité d'emport total en munitions de 152 mm à 46 obus.
La cadence de tir maximale est de 3 à 4 coups par minute, 30 obus peuvent être tirés en 10 minutes ou 75 coups par heure. L'Akatsia est compatible avec toutes les munitions de 152 mm utilisées par les canons tractés D-20, ML-20 et D-1.
Une mitrailleuse PKT de 7,62 mm est montée sur un affût placé sur le tourelleau du chef de pièce,.

### Moyens d'observation et de conduite de tir
- Le chef de pièce possède un viseur périscopique binoculaire TKN-3A monté dans son tourelleau ainsi qu'un phare infrarouge OU-3GK.
- Le pointeur possède un viseur OP5-38 pour le tir direct et un viseur panoramique PG-4 (1P5 sur le 2S3M1) pour le tir indirect.
- Le conducteur a à sa disposition deux épiscopes TNPO-160.

### Mobilité
L'Akatsia possède un moteur Diesel V12 suralimenté ChTZ V-59U délivrant une puissance maximale de 520 ch à 2 000 tr/min pour un couple maximal de 2 059 N m à 1 200 tr/min-1 400 tr/min. Dérivé du V-46, le V-59U possède une cylindrée de 38,88 ℓ et est à refroidissement liquide.
Il possède un train de roulement de type Vickers comprenant six paires de galets de roulement et quatre paires de rouleaux porteurs. Les barbotins sont montés à l'avant du châssis et les poulies de tension à l'arrière. Les chenilles ont une largeur de 484 mm. La suspension est à barres de torsion, la première et la dernière paire de galets de roulement sont équipés d'amortisseurs hydrauliques.

### Protection
L'intégralité de l'engin est fait de tôles d'acier à blindage d'une épaisseur allant de 15 mm à 30 mm, ce qui est suffisant pour protéger l'équipage contre les éclats de projectiles d'artillerie et les armes automatiques de moyen calibre. Le 2S3 intègre également un système de protection NBC.

## Versions
- 2S3 : modèle original fabriqué à partir de 1971.
- 2S3M : modèle produit à partir de 1975, il corrige les défauts d'agencement du compartiment de combat, il possède un nouveau râtelier à obus rotatif faisant passer la capacité d'emport total en munitions de 152 mm à 46 obus. Remplacement de la radio R-123 par une R-123M et relocalisation de l'emplacement de l'antenne.
- 2S3M1 : modèle fabriqué à partir de 1987, viseur panoramique 1P5 à la place du PG-4 pour le pointeur, nouveaux interphones 1V116, nouvelle radio R-173 et système de liaison de données 1V519.
- 2S3M2 : prototype de version revalorisée conçu en 2006, il est équipé d'un système de conduite de tir automatisée 1V514-1 Mekhanizator-M et de lance-pots fumigènes de 81 mm 902B Tucha.
- 2S3M3 : prototype basé sur le 2S3M2 mais dont le canon d'artillerie 2A33 a été remplacé par un 2A33M offrant une allonge de tir supérieure[11].

## Utilisateurs
- Algérie : 30 en service actif en 2022[12].
- Angola : 4 en service actif en 2022[13].
- Arménie : 28 en service actif en 2022[14].
- Azerbaïdjan : 6 en service actif en 2022[15].
- Biélorussie : 125 en service actif en 2022[16].
- Cuba : Nombre inconnu en 2022[17].
- Géorgie : 13 en service actif en 2022[18].
- Kazakhstan : 60 en service actif en 2022[19].
- Ouzbékistan : 17 en service actif en 2022[20].
- République démocratique du Congo : 10 en service actif en 2022[21].
- République populaire de Donetsk : Nombre inconnu[22]
- République populaire de Lougansk : Nombre inconnu
- Russie : 850 en service actif dont 50 au sein des unités d'infanterie de marine, 1000 en réserve en 2022 (avant la guerre[23]).
- Soudan du Sud : Nombre inconnu en 2022[24].
- Syrie : Nombre inconnu en 2022[25].
- Ukraine : 267 en service actif en 2022 dont 18 au sein des unités d'infanterie de marine (avant la guerre)[26].
- Viêt Nam : 30 en service actif en 2022[27].

En 2022 on compte 1440 2S3 Akatsia en service actif. Ce chiffre ne tient pas compte des pays qui ne dévoilent pas leur nombre de véhicules, les véhicules en stock ou en réserve ainsi que les pertes dans les conflits.

## Notes et références

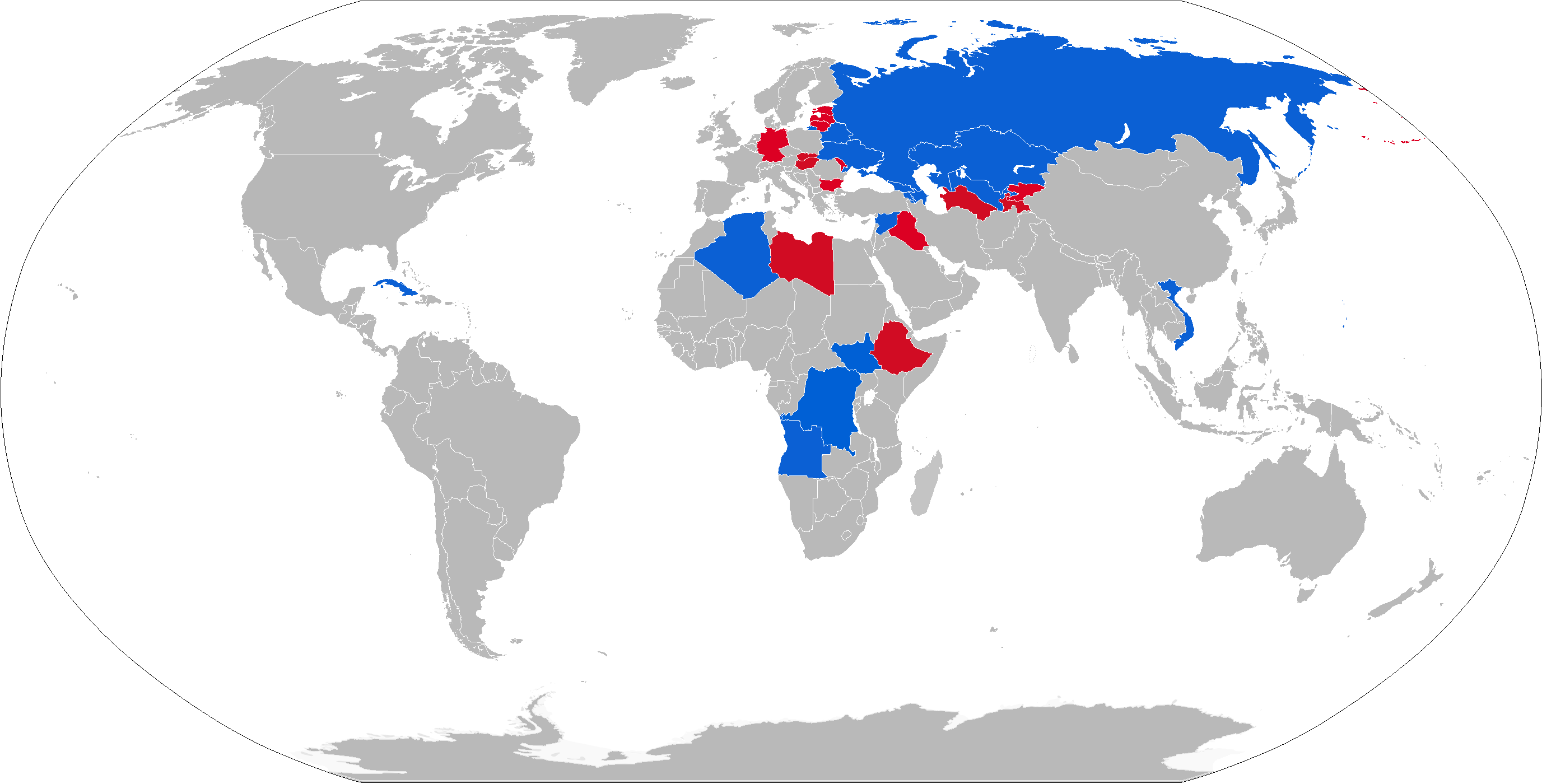
Pays utilisateurs en bleu, anciens utilisateurs en rouge.